# La Trahison des images
Pour les articles homonymes, voir Trahison (homonymie).
 (septembre 2018).
La Trahison des images (1928–1929, peinture à l'huile sur toile de 60,3 × 81,12 cm ; musée d'Art du comté de Los Angeles ou aussi à voir au Musée royal d'Art moderne à Bruxelles) est un des tableaux les plus célèbres de René Magritte. Il représente une pipe, accompagnée de la légende suivante : « Ceci n’est pas une pipe. ». L'intention la plus évidente de Magritte est de montrer que, même peinte de la manière la plus réaliste qui soit, une pipe représentée dans un tableau n’est pas une pipe. Elle ne reste qu’une image de pipe qu'on ne peut ni bourrer, ni fumer, comme on le ferait avec une vraie pipe.
Magritte a d’ailleurs développé ce discours du rapport entre l’objet, son identification et sa représentation dans plusieurs tableaux de 1928 à 1966, la série commençant avec La Clef des songes et s'achevant sur une mise en abyme de La Trahison des images : Les Deux Mystères.
Dès sa parution en 1927, La Trahison des clercs, le livre de Julien Benda, avait suscité bien des commentaires. Son titre, dont Magritte reprend la construction, était familier au public.

## Historique de la série
En 1926, René Magritte avait esquissé une réflexion sur les rapports entre mot et représentation, déjà à partir d'une pipe, avec un dessin représentant trois formes : une forme abstraite, une représentation de pipe et le mot pipe.
En 1927, La Clef des songes représente quatre cases, avec dans chaque case une représentation et un mot. Pour trois des quatre objets, il n'y a pas de lien entre l'objet et le mot (un sac est identifiée comme Le ciel, un couteau comme L’oiseau, une feuille d’arbre comme La table), seul le quatrième objet (une éponge) est identifié « correctement ».
En 1928, Magritte poursuit cette recherche avec Le Miroir vivant : des formes indéfinies sur fond noir, identifiées uniquement par des mots (personnage éclatant de rire - horizon - armoire - cris d'oiseaux) : la représentation n'existe plus, seuls les mots sont là pour rendre compte de la réalité, comme dans L'Apparition, autre tableau de la série comportant des bulles noires avec du texte.
En 1929, avec La Trahison des images – tableau emblématique de cette série dont il produira plusieurs versions sous différents titres – Magritte parachève la démonstration : « ni l’image ni les mots ne sont une pipe et tous deux sont des signes arbitraires ». Cette même année il publie « Les mots et les images », dans le numéro 12 de la revue La Révolution surréaliste, et tente ainsi de répondre à certaines des questions que soulève une telle prise de conscience.
En 1930, Magritte reprend aussi le thème de La Clé des songes : la toile est séparée en six cases, chaque objet est « incorrectement » identifié.
Enfin en 1966, Magritte apportera la touche finale à la série avec Les Deux Mystères (peinture à l'huile sur toile, 60 × 80 cm, collection particulière, Londres). Ce dernier tableau représente un chevalet sur lequel est posée La Trahison des images, tandis qu'au-dessus est représentée une seconde pipe extérieure au « tableau dans le tableau ». Cette seconde pipe est-elle supposée être le modèle de la pipe du tableau ? Elle lui ressemble par la forme, mais pas par la couleur. Elle semble être une représentation désincarnée de pipe, théorique, sans ombre portée, tandis que la pipe du « tableau dans le tableau » est représentée de manière plus minutieuse, plus figurative, avec une intention évidente d'en rendre la perception plus « réelle » que la pipe hors tableau qui a donc l'air moins « image » que celle du petit tableau. Laquelle est alors une pipe, et laquelle n'est que représentation d'une pipe ?

## Antériorité
L'œuvre de Denis Diderot, Ceci n'est pas un conte (1772) a nécessairement sa place dans l'historique de cette figure de style qui incite à priori à la réflexion. La négation de l'objet autant que la négation du sujet ou du contexte conduit à concevoir l'idée d'un paradoxe. Si l'on ne peut savoir si Magritte s'est inspiré de Diderot, la tournure d'esprit en tout cas est bien la même.

## Interprétation
Bien des interprétations ont été données à ces tableaux, notamment par Michel Foucault dans Ceci n'est pas une pipe (1973) dans l'édition duquel sont publiées, en appendice, deux lettres de Magritte. L'explication la plus évidente consiste à constater tout bonnement que l'image d'une pipe n'est effectivement pas une pipe, et que Magritte mobilise, par le paradoxe apparent contenu dans ces toiles, l'imagination et la réflexion du spectateur qui en tirera les conclusions qu'il souhaitera sur la question de la réalité des choses en général.
Plus précisément à cette époque, dans la peinture mais aussi dans la littérature des écrivains de science-fiction A. E. van Vogt, Isaac Asimov et d'autres, les artistes vont introduire dans l'art des théories humaines et de sociologie vulgarisées dans les années 1950-60. Cela fait référence à la sémantique générale (1934) dont la phrase la plus représentative est « Une carte n'est pas le territoire qu'elle représente » introduite par Alfred Korzybski.
Compte tenu de l'intérêt marqué de René Magritte et de son complice Paul Nougé pour la pornographie, l'hypothèse d'un canular ne peut être totalement exclue. D'autant que le mot « pipe » au sens de « fellation » apparaît au début des années 1900 et que cette expression argotique est épinglée pour la première fois dans le dictionnaire d'A.L. Dussort (Des preuves d'une existence, 1927, in T.L.F), soit deux ans avant la création de la toile.

## Hommages et références

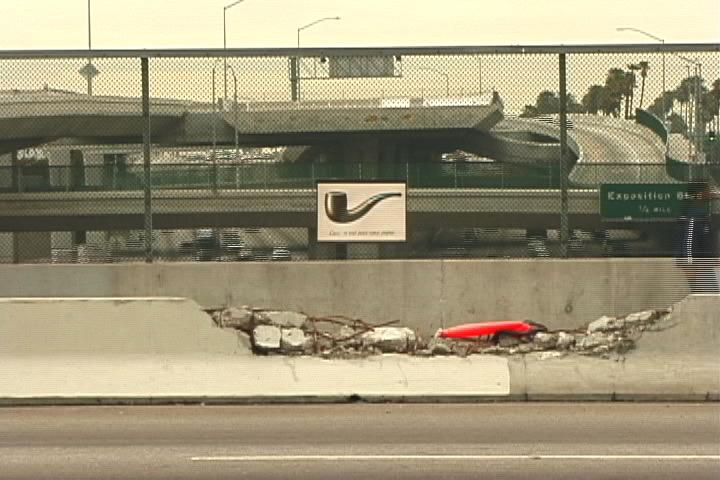
Reproduction de La Trahison des images au bord d’une autoroute à Los Angeles (États-Unis).

- Minecraft fait une référence à cette œuvre avec un texte dans son menu d'accueil qui est « Ceci n'est pas une [sic] title screen! »[8],[9]
- Le premier album de TTC, s'intitule « Ceci n'est pas un disque » en référence à cette peinture.
- Une bande dessinée consacrée à Magritte est intitulée « Ceci n'est pas une biographie » (scénario Zabus, dessin Thomas Campi, Éditions du Lombard, 2016).